# Rongio
Rongio è una frazione del comune italiano di Mandello del Lario posta a nord-est del centro abitato, alla sinistra del torrente Meria, in posizione rialzata (circa 150 m sul livello del Lago di Como).

## Storia
Rongio fu un antico comune del Milanese.
Anticamente aggregato alla comunità generale di Mandello, fu designato comune a sé stante dalle riforme dell'imperatrice Maria Teresa, che nel 1755 gli aggregò le località di Molina, Tonzanico e Motteno, per un totale di 657 abitanti, censiti nel 1771. Nel 1786 entrò per un quinquennio a far parte della Provincia di Como, per poi cambiare continuamente i riferimenti amministrativi nel 1791, nel 1797 e nel 1798.
Portato definitivamente sotto Como nel 1801, nel 1809 il municipio fu soppresso su risultanza di un Regio Decreto di Napoleone che lo annesse per la prima volta a Mandello. Il Comune di Rongio fu tuttavia ripristinato nel 1816, con il ritorno degli austriaci. Il primo Consiglio comunale fu eletto nel 1822 grazie al regio assenso governativo. Fu il regime fascista a decidere nel 1927 di sopprimere definitivamente il comune, unendolo, assieme a Olcio e Somana, a Mandello.

## Evoluzione demografica[5]
- 657 nel 1771
- 750 nel 1803
- 186 nel 1805 (ma più probabilmente si tratta di un refuso, 786)
- 720 nel 1809
- 1160 nel 1853
- 1203 nel 1859
- 1206 nel 1861
- 1163 nel 1871
- 1534 nel 1881
- 1561 nel 1901
- 1639 nel 1911
- 1707 nel 1921